# Hili Tropper
Jehiel Moixe "Hili" Tropper (hebreu: יְחִיאֵל מֹשֶׁה "חִילִי" טְרוֹפֵּר‎; Jerusalem, 22 d'abril de 1978) és un educador, treballador social i polític israelià. Actualment (2024) és membre de la Kenésset pel Partit de la Unitat Nacional i va exercir com a ministre sense cartera al trenta-setè govern d'Israel del 2023 al 2024. Tropper va exercir anteriorment com a ministre de Cultura i Esports del 2020 al 2022.

## Biografia
Tropper va néixer a Jerusalem el 1978. És un dels nou fills del rabí Daniel Tropper. Va assistir al Horev Ieixivà i durant el seu servei nacional a les Forces de Defensa d'Israel, va formar part de la Unitat Duvdevan. Es va convertir en treballador social i va obtenir una llicenciatura en humanitats per la Universitat Oberta i un màster en història i educació jueva per l'Institut Lander. Va treballar per al municipi de Bat Yam i el 2007 també va començar a dirigir l'escola Branco Weiss a Ramla, d'on va ser-ne el director durant cinc anys.
Del 2013 al 2015, Tropper va ser assessor principal del ministre d'Educació Xai Piron, i el 2015 va ser nomenat Director d'Educació, Cultura i Benestar al municipi de Jeroham.

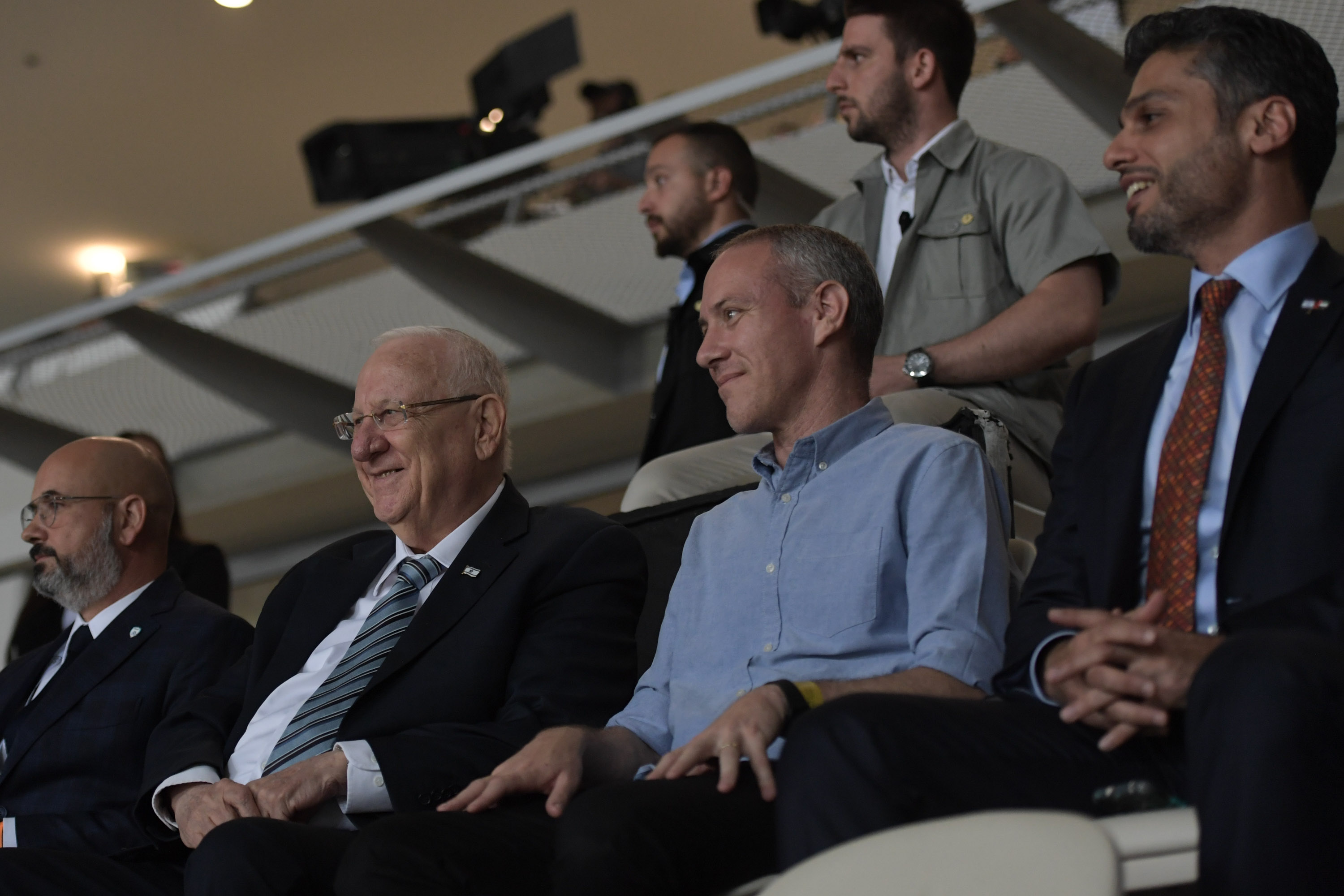
Tropper a l'estadi Bloomfield el juny de 2021, amb Reuven Rivlin (a la seva dreta), el llavors president d'Israel.

Tropper està casat, té quatre fills i viu al moixav Nes Harim.

## Carrera política
Abans de les eleccions a la Kenésset de 2013, Tropper anava de número vint-i-tres a la llista del Partit Laborista, però el partit només va obtenir 15 escons. Posteriorment va ser nomenat assessor del ministre d'Educació Xai Piron. Quan Piron va deixar el govern el 2015, Tropper es va convertir en director de la Divisió d'Educació, Benestar i Cultura a Jeroham.
En la preparació de les eleccions d'abril de 2019 es va unir al nou partit de Resiliència per a Israel, fundat pel seu amic Benny Gantz. El partit va passar a formar part de l'aliança Blau i Blanc, amb Tropper en el dotzè lloc a les seves llistes. Va ser escollit a la Kenésset perquè Blau i Blanc va obtenir 35 escons. Va ser reelegit el setembre de 2019 i el març de 2020. El maig de 2020 va ser nomenat ministre de Cultura i Esports en el nou govern. Posteriorment va renunciar al seu escó al parlament en virtut de la Llei Noruega i va ser substituït per Yorai Lahav-Hertzanu. Va ser reelegit a la Kenésset a les eleccions del març de 2021. Després de ser nomenat ministre de Cultura i Esports en el nou govern, va dimitir de la Kenésset altre cop en virtut de la Llei Noruega i va ser substituït per Mufid Mari. Tropper va estar en actiu fins a la inauguració del 37è govern d'Israel el 29 de diciembre de 2022, i va tornar a la Kenésset com a membre de l'opositor Partit de la Unitat Nacional.
El 2022 va pressionar perquè se censurés la pel·lícula Farha, que explica els crims de la Nakba.
El 12 d'octubre de 2023, Tropper va jurar com a ministre sense cartera després que el seu partit s'unís al govern per l'esclat de la guerra entre Israel i Hamàs de 2023.
Tropper va dimitir del govern el 9 juny de 2024.